# Parokhet

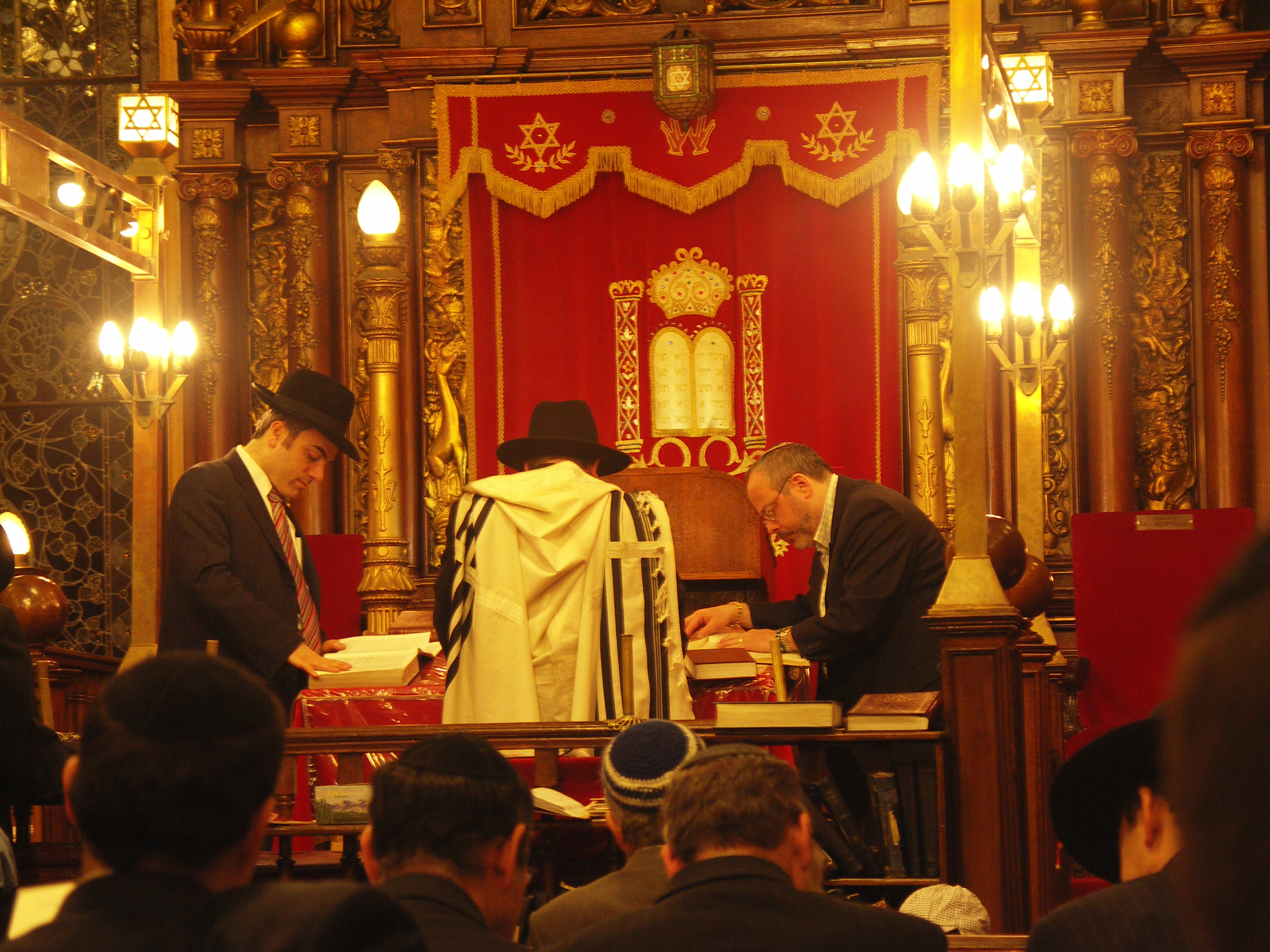
O parokhet em vermelho cobre a Arca da Torá no fundo. Foto do bimÁ na Sinagoga Bialystoker

Parokhet (em hebraico: פרוכת) (também paroches, parochet) é a cortina na frente do Aron Kodesh (arca Torá) em uma sinagoga, que abrange a Sifrei Torá (rolos da Torá). Na maioria dos casos, por trás do parochet está também uma porta.
Esta cortina representa a cobertura que estava na Arca da Aliança original.
É costume em muitas sinagogas mudar o parochet para uma diferente (normalmente branca), durante o Yamim Noraim.
O termo parokhet é usado na Bíblia para descrever a cortina que separava o Kodesh Hakodashim (Santo dos Santos) do salão principal do Templo de Jerusalém. Seu uso nas sinagogas é uma referência para a centralidade do Templo de culto judaico.
Várias das atividades proibidas no Shabat derivam da fabricação e reparação do parokhet original.
O parokhet usado no Templo era feito de lã e linho, e estava isento das leis da shatnez, que se aplicam apenas a roupa vestida no corpo, não para o mobiliário de um edifício.

## Galeria de fotos

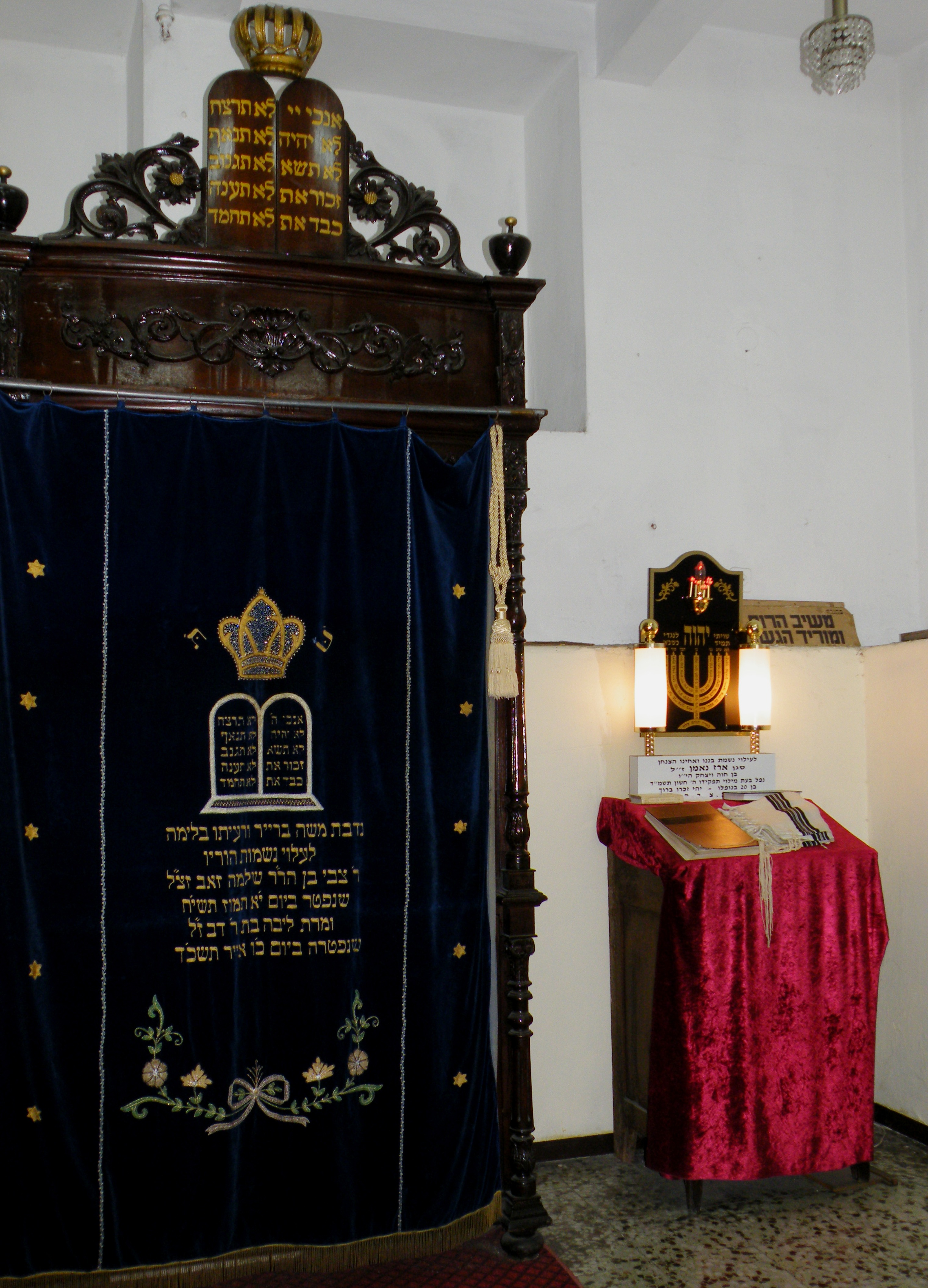
Parokhet na Grande Sinagoga, Telavive
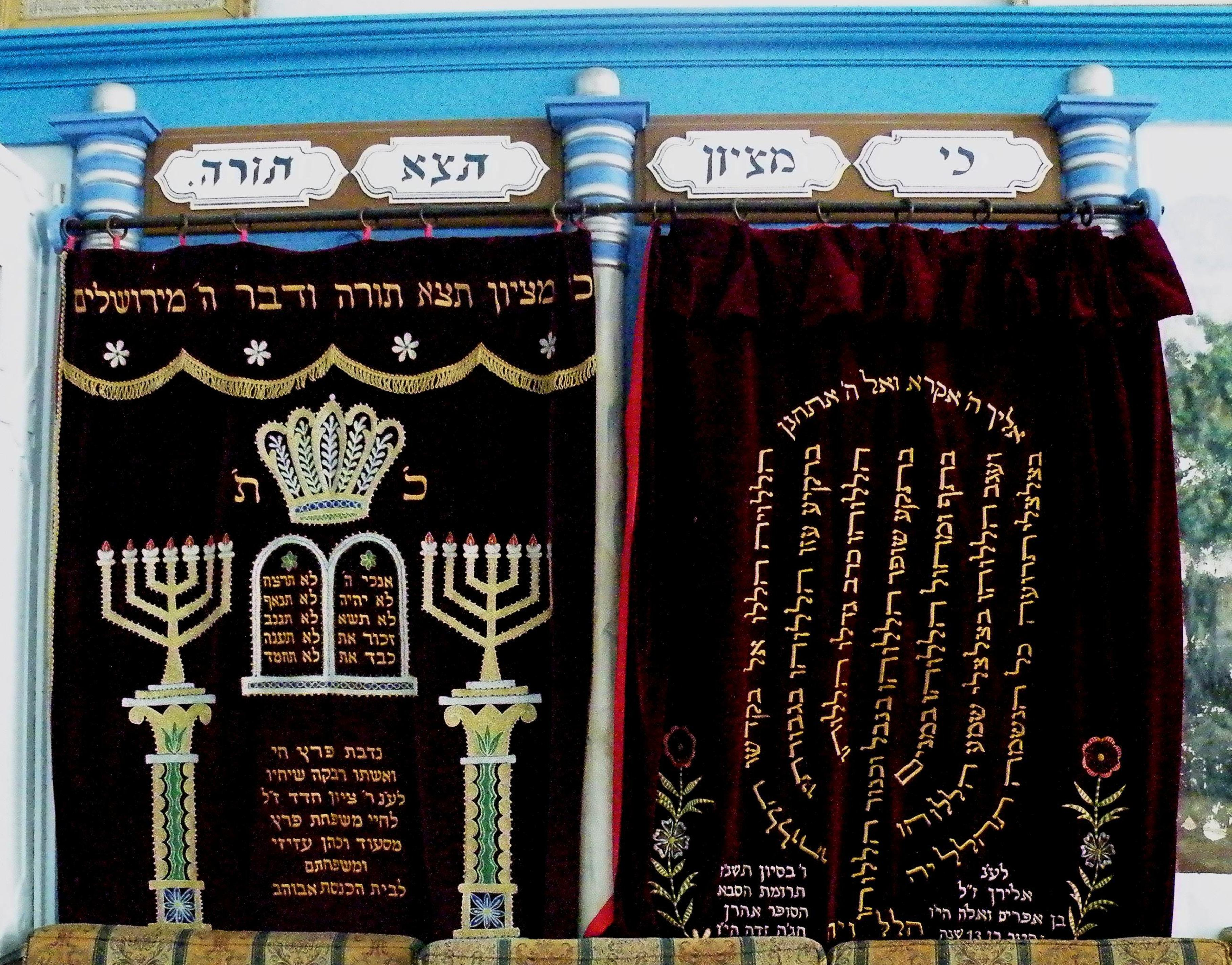
Parokhet na Sinagoga Abuhav, Safed
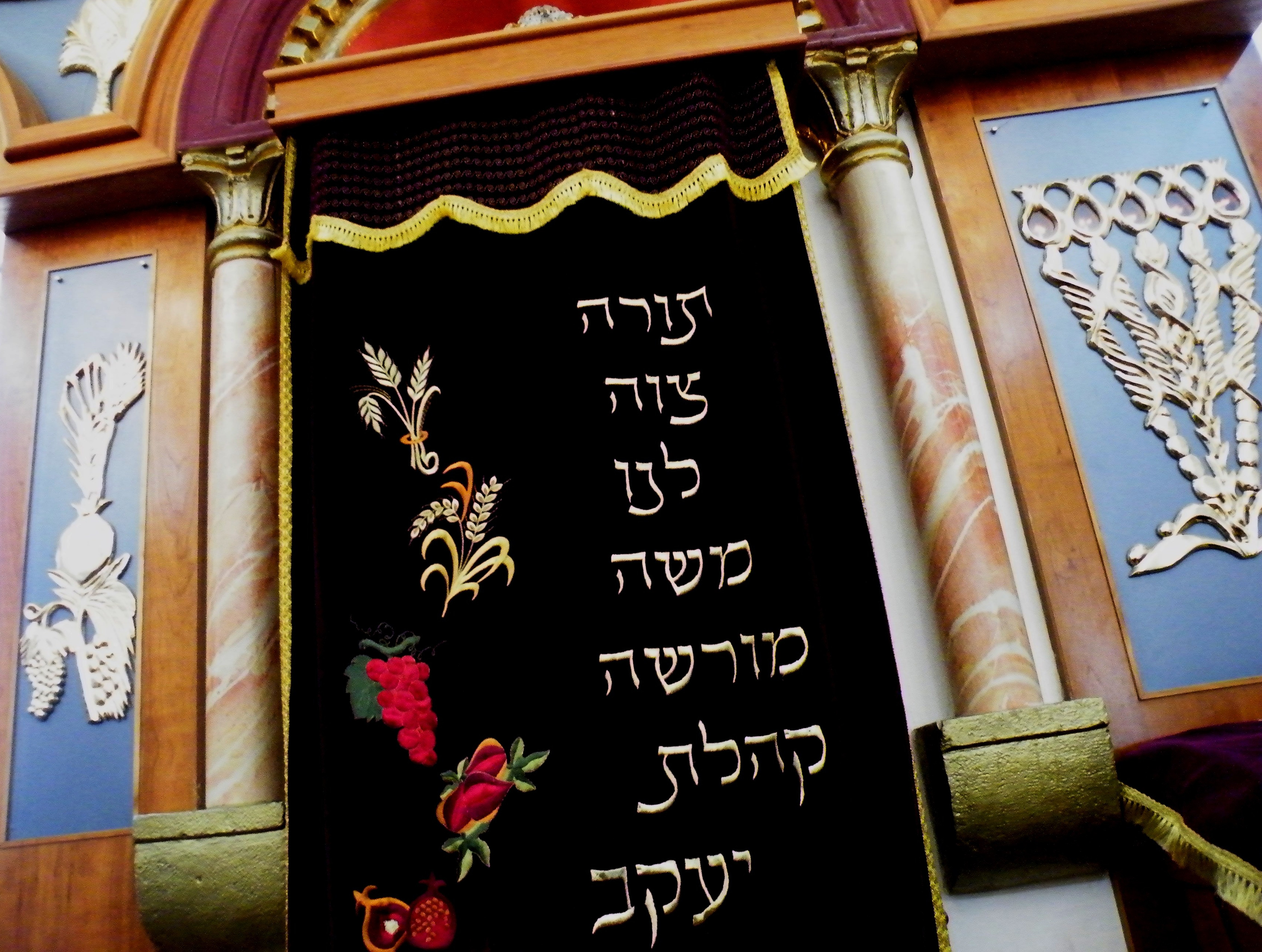
Parokhet na Sinagoga Chabad Lubawitsch, Jerusalém
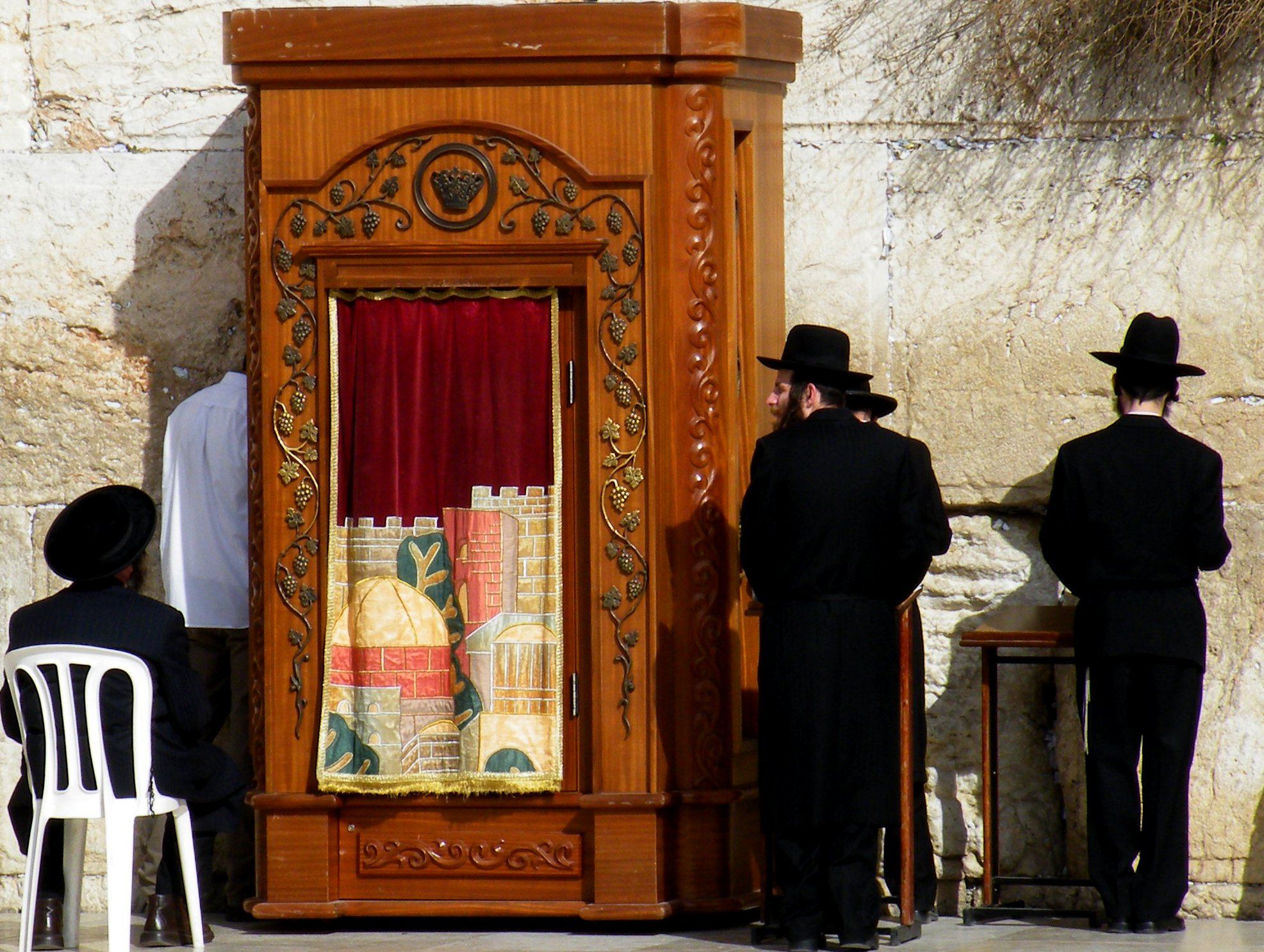
Parokhet no Western Wall, Jerusalém